# 近藤達児

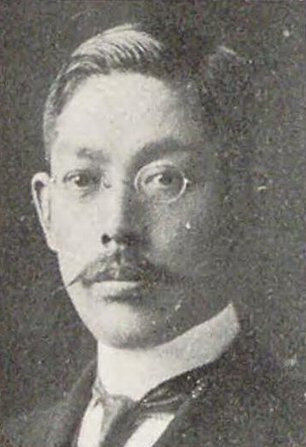
近藤達児

近藤 達児（こんどう たつじ、1875年（明治8年）10月9日 - 1931年（昭和6年）9月22日）は、衆議院議員（立憲国民党→革新倶楽部→立憲政友会）、弁護士。

## 経歴
福島県安達郡二本松町（現二本松市）に旧二本松藩典医近藤玄貞の二男として生まれる。京華中学校、第四高等学校を経て、1909年（明治42年）に東京帝国大学法科大学独法科を卒業した。在学中の1906年（明治39年）に大日本輸出羽二重株式会社を設立して常務取締役に就任し、また渋川起業株式会社取締役にも就いていた。しかし卒業した後は職を辞して、1910年（明治43年）に弁護士を開業し、また大学院で会社法を研究した。
日本橋区会議員、同議長、東京市会議員を経て、1917年（大正6年）の第13回衆議院議員総選挙に出馬し、当選。第14回衆議院議員総選挙でも再選され、帝都復興院評議員に任命された。その後、1925年（大正14年）の補欠選挙に出馬し、三選を果たした。
1927年（昭和2年）には議会乱闘事件に関与したとして傷害の容疑で起訴、同年12月16日に罰金五十円の判決を受ける。
1930年（昭和5年）、東京市疑獄事件（板舟権疑惑・京成電車疑獄事件等）で公判に付されたが、判決前に死去したため公訴棄却となった。
その他、日本医学専門学校（現在の日本医科大学）理事を務めた。

## 著書
- 『新支那旅行記 附-孫文移霊祭之記』（田口書店、1929年）